# Halmstads och Tönnersjö häraders valkrets
Halmstads och Tönnersjö häraders valkrets var vid riksdagsvalen till andra kammaren 1866–1908 en egen valkrets med ett mandat. Valkretsen avskaffades vid övergången till proportionellt valsystem i valet 1911, och uppgick tillsammans med länets övriga valkretsar i den nybildade Hallands läns valkrets.

## Riksdagsmän
- Lars Olof Stendahl, lmp (1867–1869)
- Ivar Lyttkens, lmp 1870–1887, gamla lmp 1888–1893 (1870–1893)
- Per Nilsson, gamla lmp 1894, lmp 1895–1896 (1894–1896)
- Johannes Bengtsson, lmp (1897–1911)

## Valresultat

### 1896
| Andrakammarvalet i Sverige 1896: Halmstads och Tönnersjö häraders valkrets | Andrakammarvalet i Sverige 1896: Halmstads och Tönnersjö häraders valkrets | Andrakammarvalet i Sverige 1896: Halmstads och Tönnersjö häraders valkrets | Andrakammarvalet i Sverige 1896: Halmstads och Tönnersjö häraders valkrets | Andrakammarvalet i Sverige 1896: Halmstads och Tönnersjö häraders valkrets |
| Kandidat                                                                   | Kandidat                                                                   | Röster                                                                     | Röster                                                                     | Röster                                                                     |
| Kandidat                                                                   | Kandidat                                                                   | Antal                                                                      | %                                                                          | +− %                                                                       |
| -------------------------------------------------------------------------- | -------------------------------------------------------------------------- | -------------------------------------------------------------------------- | -------------------------------------------------------------------------- | -------------------------------------------------------------------------- |
|                                                                            | Johannes Bengtsson                                                         | 427                                                                        | 69,2                                                                       |                                                                            |
|                                                                            | M. Brummer å Föllinge (agrar)                                              | 121                                                                        | 19,6                                                                       |                                                                            |
|                                                                            | Övriga kandidater                                                          | 69                                                                         | 11,2                                                                       |                                                                            |
| Antal giltiga röster                                                       | Antal giltiga röster                                                       | 617                                                                        |                                                                            |                                                                            |
| Kasserade röster                                                           | Kasserade röster                                                           | 10                                                                         |                                                                            |                                                                            |
| Totalt                                                                     | Totalt                                                                     | 627                                                                        |                                                                            |                                                                            |

- Valdeltagandet var 38,5%.

### 1899
| Andrakammarvalet i Sverige 1899: Halmstads och Tönnersjö häraders valkrets | Andrakammarvalet i Sverige 1899: Halmstads och Tönnersjö häraders valkrets | Andrakammarvalet i Sverige 1899: Halmstads och Tönnersjö häraders valkrets | Andrakammarvalet i Sverige 1899: Halmstads och Tönnersjö häraders valkrets | Andrakammarvalet i Sverige 1899: Halmstads och Tönnersjö häraders valkrets |
| Kandidat                                                                   | Kandidat                                                                   | Röster                                                                     | Röster                                                                     | Röster                                                                     |
| Kandidat                                                                   | Kandidat                                                                   | Antal                                                                      | %                                                                          | +− %                                                                       |
| -------------------------------------------------------------------------- | -------------------------------------------------------------------------- | -------------------------------------------------------------------------- | -------------------------------------------------------------------------- | -------------------------------------------------------------------------- |
|                                                                            | Johannes Bengtsson                                                         | 711                                                                        | 79,5                                                                       | ▲10,3                                                                      |
|                                                                            | B. Jönsson i Röinge                                                        | 182                                                                        | 20,4                                                                       |                                                                            |
|                                                                            | Övriga kandidater                                                          | 1                                                                          | 0,1                                                                        |                                                                            |
| Antal giltiga röster                                                       | Antal giltiga röster                                                       | 894                                                                        |                                                                            |                                                                            |
| Kasserade röster                                                           | Kasserade röster                                                           | 0                                                                          |                                                                            |                                                                            |
| Totalt                                                                     | Totalt                                                                     | 894                                                                        |                                                                            |                                                                            |

Valet ägde rum den 9 september 1899. Valdeltagandet var 51,3%.

### 1902
| Andrakammarvalet i Sverige 1902: Halmstads och Tönnersjö häraders valkrets | Andrakammarvalet i Sverige 1902: Halmstads och Tönnersjö häraders valkrets | Andrakammarvalet i Sverige 1902: Halmstads och Tönnersjö häraders valkrets | Andrakammarvalet i Sverige 1902: Halmstads och Tönnersjö häraders valkrets | Andrakammarvalet i Sverige 1902: Halmstads och Tönnersjö häraders valkrets |
| Kandidat                                                                   | Kandidat                                                                   | Röster                                                                     | Röster                                                                     | Röster                                                                     |
| Kandidat                                                                   | Kandidat                                                                   | Antal                                                                      | %                                                                          | +− %                                                                       |
| -------------------------------------------------------------------------- | -------------------------------------------------------------------------- | -------------------------------------------------------------------------- | -------------------------------------------------------------------------- | -------------------------------------------------------------------------- |
|                                                                            | Johannes Bengtsson                                                         | 489                                                                        | 75,1                                                                       | ▼4,4                                                                       |
|                                                                            | A. Lundskog i Getinge                                                      | 159                                                                        | 24,4                                                                       |                                                                            |
|                                                                            | Övriga kandidater                                                          | 3                                                                          | 0,5                                                                        |                                                                            |
| Antal giltiga röster                                                       | Antal giltiga röster                                                       | 651                                                                        |                                                                            |                                                                            |
| Kasserade röster                                                           | Kasserade röster                                                           | 2                                                                          |                                                                            |                                                                            |
| Totalt                                                                     | Totalt                                                                     | 653                                                                        |                                                                            |                                                                            |

Valet ägde rum den 12 september 1902. Valdeltagandet var 36,2%.

### 1905
| Andrakammarvalet i Sverige 1905: Halmstads och Tönnersjö häraders valkrets | Andrakammarvalet i Sverige 1905: Halmstads och Tönnersjö häraders valkrets | Andrakammarvalet i Sverige 1905: Halmstads och Tönnersjö häraders valkrets | Andrakammarvalet i Sverige 1905: Halmstads och Tönnersjö häraders valkrets | Andrakammarvalet i Sverige 1905: Halmstads och Tönnersjö häraders valkrets |
| Kandidat                                                                   | Kandidat                                                                   | Röster                                                                     | Röster                                                                     | Röster                                                                     |
| Kandidat                                                                   | Kandidat                                                                   | Antal                                                                      | %                                                                          | +− %                                                                       |
| -------------------------------------------------------------------------- | -------------------------------------------------------------------------- | -------------------------------------------------------------------------- | -------------------------------------------------------------------------- | -------------------------------------------------------------------------- |
|                                                                            | Johannes Bengtsson                                                         | 809                                                                        | 73,2                                                                       | ▼1,9                                                                       |
|                                                                            | B. Jönsson i Röinge                                                        | 294                                                                        | 26,6                                                                       |                                                                            |
|                                                                            | Övriga kandidater                                                          | 2                                                                          | 0,2                                                                        |                                                                            |
| Antal giltiga röster                                                       | Antal giltiga röster                                                       | 1 105                                                                      |                                                                            |                                                                            |
| Kasserade röster                                                           | Kasserade röster                                                           | 50                                                                         |                                                                            |                                                                            |
| Totalt                                                                     | Totalt                                                                     | 1 155                                                                      |                                                                            |                                                                            |

Valet ägde rum den 11 september 1905. Valdeltagandet var 57,5%.

### 1908
| Andrakammarvalet i Sverige 1908: Halmstads och Tönnersjö häraders valkrets | Andrakammarvalet i Sverige 1908: Halmstads och Tönnersjö häraders valkrets | Andrakammarvalet i Sverige 1908: Halmstads och Tönnersjö häraders valkrets | Andrakammarvalet i Sverige 1908: Halmstads och Tönnersjö häraders valkrets | Andrakammarvalet i Sverige 1908: Halmstads och Tönnersjö häraders valkrets |
| Kandidat                                                                   | Kandidat                                                                   | Röster                                                                     | Röster                                                                     | Röster                                                                     |
| Kandidat                                                                   | Kandidat                                                                   | Antal                                                                      | %                                                                          | +− %                                                                       |
| -------------------------------------------------------------------------- | -------------------------------------------------------------------------- | -------------------------------------------------------------------------- | -------------------------------------------------------------------------- | -------------------------------------------------------------------------- |
|                                                                            | Johannes Bengtsson                                                         | 1 002                                                                      | 70,9                                                                       | ▼2,3                                                                       |
|                                                                            | Oscar Andersson i Eldsberga (frisinnad)                                    | 408                                                                        | 28,9                                                                       |                                                                            |
|                                                                            | Övriga kandidater                                                          | 3                                                                          | 0,2                                                                        |                                                                            |
| Antal giltiga röster                                                       | Antal giltiga röster                                                       | 1 413                                                                      |                                                                            |                                                                            |
| Kasserade röster                                                           | Kasserade röster                                                           | 4                                                                          |                                                                            |                                                                            |
| Totalt                                                                     | Totalt                                                                     | 1 417                                                                      |                                                                            |                                                                            |

Valet ägde rum den 18 september 1908. Valdeltagandet var 62,7%.